# Maurice Kouandété
Maurice Kouandété (né à Natitingou le 22 septembre 1932 et mort à Natitingou le 7 avril 2003) est un militaire et homme politique du Bénin. Le commandant Kouandété fait partie des officiers qui portent (de manière éphémère) le lieutenant-colonel Alphonse Alley à la présidence de la république du Dahomey par un coup d'État.
Le 17 juillet 1968, le docteur Émile-Derlin Zinsou devient chef de l’État, mais il est renversé par Maurice Kouandété le 10 décembre 1969. Paul-Émile de Souza succède à Émile-Derlin Zinsou.
Maurice Kouandété est considéré comme chef de l'État les 20 et 21 décembre 1967 et du 10 décembre au 13 décembre 1969.

## Distinctions et décorations
- Grand-croix de l'ordre national du Bénin (1991)[1].